# Маньковское сельское поселение (Смоленская область)
Маньковское сельское поселение — упразднённое муниципальное образование в составе Краснинского района Смоленской области России.
Административный центр — деревня Маньково.
Образовано законом от 1 декабря 2004 года. Упразднено законом от 25 мая 2017 года с включением всех входивших в его состав населённых пунктов в Мерлинское сельское поселение.

## Географические данные
- Общая площадь: 88,3 км²
- Расположение: центральная часть Краснинского района
- Граничит:
  - на севере — с Смоленским районом
  - на востоке — с Волковским сельским поселением
  - на юго-востоке — с Мерлинским сельским поселением
  - на юго-западе — с Малеевским сельским поселением
  - на западе — с Краснинским городским поселением
  - на северо-западе — с Гусинским сельским поселением
- Крупные реки: Ветесна, Дубрава.
- По территории поселения проходят автомобильные дороги Р135 (Смоленск — Красный — Гусино).

## Население
| 2011 | 2012 | 2013 | 2014 | 2015 | 2016 | 2017 |
| ---- | ---- | ---- | ---- | ---- | ---- | ---- |
| 945  | ↘937 | ↘936 | ↗943 | ↘922 | ↘881 | ↘870 |

## Населённые пункты
На территории поселения находилось 12 населённых пунктов:
- Маньково, деревня
- Даниловка, деревня
- Железково, деревня
- Мироедово, деревня
- Михайлово, деревня
- Новоселки, деревня
- Середнево, деревня
- Сырокоренье, деревня
- Смилово, деревня
- Уварово, деревня
- Черныши, деревня
- Яново, деревня

## Экономика
Сельхозпредприятия, магазины, лесозаготовка и лесопереработка.